# Seutopoli

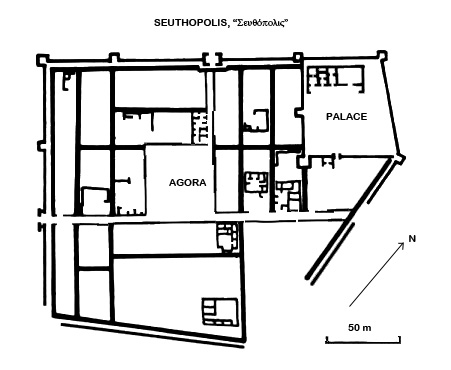
Piantina di Seutopoli

Seutopoli (greco, Σευθόπολις) era un'antica città di tipo ellenistico fondata dal re tracio Seute III, e capitale del regno degli Odrisi.

## Storia
La città venne fondata tra il 325 ed il 315 a.C. Era una piccola città, costruita su di un insediamento precedente, le cui rovine si trovano oggi sotto il lago artificiale di Koprinka, vicino a Kazanlak, nella provincia bulgara di Stara Zagora. Seutopoli fu l'unica città importante della Tracia non costruita dai Greci, sebbene fosse basata su piani greci.
Seutopoli non era una vera e propria città, ma la sede ufficiale di Seute e della sua corte. Il suo palazzo aveva un duplice ruolo, dal momento che era anche un santuario dei Cabiri, divinità originarie di Samotracia. La maggior parte dello spazio interno della città non era occupato da case, ma da strutture per scopi ufficiali: la maggior parte della popolazione viveva fuori dalla città. Vi abitavano sia Greci che Traci. Nel 281 a.C. venne saccheggiata e distrutta dai Celti.
Il fatto che il palazzo di Seute avesse il ruolo di reggia e santuario poteva indicare che egli era un re-sacerdote. Al centro del santuario dei Cabiri sorgeva un altare. La necropoli di Seutopoli presenta alcune tombe a thòlos in mattoni, alcuni tumuli ed alcune steli che indicavano la posizione di urne cinerarie. 
Le rovine della città vennero scoperte e scavate nel 1948 da alcuni archeologi bulgari mentre erano in corso i lavori per la costruzione del lago artificiale di Koprinka, ma i lavori proseguirono, inondando il sito della città, oggi del tutto sommerso.
Nel 2005, l'architetto bulgaro Zheko Tilev propose un progetto per restaurare e ricostruire Seutopoli (la città tracia meglio conservata in Bulgaria) costruendo un terrapieno di 420 metri attorno alla città in mezzo al lago e iscrivendola nella lista dei siti patrimonio dell'umanità dell'UNESCO e farla conoscere meglio ai turisti. Il progetto fu donato dall'architetto al municipio di Kazanlak, che sta cercando fondi per l'opera, stimata da Tilev in 50 milioni di euro.